# Juan Manuel Frutos Fleitas
Juan Manuel Frutos Fleitas (Asunción, 10 de abril de 1923-Asunción, 24 de marzo de 2013), también conocido por su alias de Papacito, fue un político paraguayo que fue ministro de gobierno bajo la dictadura de Alfredo Stroessner. Fue el fundador y primer presidente del Instituto de Bienestar Rural (IBR), y como tal, fue una de las figuras clave de la política económica de la administración Stroessner, encabezando el proyecto de recuperación de tierras y colonización conocido como «Marcha al Este» de las décadas de 1960-1980. Frutos, un acérrimo anticomunista, también se desempeñó como ideólogo del régimen de Stroessner y fue presidente de la rama paraguaya de la organización anticomunista Liga Mundial por la Libertad y la Democracia.

## Primeros años de vida
Juan Manuel Frutos Fleitas nació el 10 de abril de 1923. Era hijo del expresidente de Paraguay Juan Manuel Frutos y su tercera esposa, María Luz Fleytas. Pasó su infancia y juventud entre los campesinos de la aldea de Ybytymí, una localidad agraria y ganadera del Departamento de Paraguarí. Recibió una educación como gerente agrícola.
Desde muy joven, Frutos se involucró en Partido Colorado de su padre. Durante la guerra civil paraguaya de 1947, se unió al ultraderechista Guión Rojo, el ala paramilitar del Partido Colorado. Después de la guerra, Frutos ascendió en las filas del partido Colorado. Ideológicamente, estuvo cerca de la tercera posición: combinó la cosmovisión católica tradicional, el nacionalismo extremo, el anticomunismo implacable con visiones republicanas y populismo social. En particular, enfatizó la importancia de la influencia de las fuerzas de derecha en las masas rurales y abogó por la reforma agraria con la asignación de tierras a los campesinos.
Al igual que su padre antes que él, Juan Manuel Frutos Fleitas era cabeza de una familia numerosa. Por eso llevó el apodo de Papacito, que se convirtió en un seudónimo estable.

## Carrera de gobierno
El golpe de Estado en Paraguay de 1954 vio el ascenso al poder de Alfredo Stroessner, un general del ejército que instituyó una dictadura estatal de partido único en Paraguay durante los siguientes 35 años. Frutos apoyó al nuevo gobierno y Stroessner lo invitó a unirse a su administración para supervisar la política agrario-campesina. Frutos fue nombrado presidente de un organismo gubernamental especial, el Consejo Nacional de Progreso Social (CNPS). En 1963, estableció el Instituto de Bienestar Rural (IBR), una agencia agrícola del gobierno. El IBR que sustituyó al Instituto de Reforma Agraria, estaba facultado para redistribuir la propiedad de la tierra.
El núcleo de la política agraria de Frutos fue el programa de «colonización», que en este contexto consistía en la creación intensiva de nuevas granjas campesinas. Los terrenos se vendían por un precio simbólico (a veces unos pocos dólares) o se transferían a la fuerza a nuevos propietarios. Se fomentó la cooperación de nuevos propietarios y la creación de grandes empresas agrícolas. Sobre la base de tales asociaciones, surgieron alrededor de cien nuevos asentamientos, algunos de ellos se convirtieron en ciudades. Al mismo tiempo, incluso los partidarios de Frutos admitieron que la reforma que estaba llevando a cabo estuvo acompañada de numerosos abusos criminales. Sin embargo, el resultado fue la creación de unas 200 mil nuevas entidades agropecuarias. Desde 1963 hasta fines de la década de 1980, el IBR tituló millones de hectáreas de tierra y creó cientos de colonias, afectando directamente las circunstancias de aproximadamente una cuarta parte de la población. Hasta fines de la década de 1980, el IBR siguió siendo la agencia gubernamental clave, junto con el Ministerio de Agricultura y Ganadería, para atender las necesidades de tierras de los pequeños agricultores.
Los opositores de Frutos argumentaron que su reforma agraria tenía un marcado sesgo político. La tierra se asignó principalmente a los partidarios de Stroessner y su régimen: activistas colorados, militares y policías, miembros de organizaciones pro-Stroessner, organizaciones criminales toleradas por el régimen y campesinos progubernamentales. En marzo de 2012, bajo el presidente de izquierda Fernando Lugo, un grupo de activistas de derechos humanos incluso se acercó a la Fiscalía General con una propuesta para investigar las actividades de Frutos cuando era jefe del IBR. Este intento se detuvo tras el polémico juicio político a Lugo y la crisis política que trajo consigo más tarde ese mismo año.
Frutos tuvo una gran influencia política bajo Stroessner. Fue el líder de la facción radical derechista de tradicionalistas en el gobernante Partido Colorado, y actuó como uno de los principales ideólogos del régimen estronista y el organizador de su base de masas, en particular tras la destitución de Edgar Ynsfrán Doldán. Frutos fue mencionado en un informe de la CIA como posible sucesor de Stroessner. De manera característica, Frutos encabezó la rama paraguaya de la Liga Mundial por la Libertad y la Democracia y presidió su XII conferencia en Asunción (abril de 1979). En su discurso en la conferencia de Asunción, Frutos llamó a una dura y contundente confrontación con el comunismo. Al mismo tiempo, condenó la ideología y la política comunista no sólo por su orientación «anticristiana», sino también por la injusticia social y el dominio jerárquico de la nomenklatura sobre las masas. Frutos llamó no solo a defender los valores tradicionales y la comprensión cristiana de la libertad, sino también a afirmar la igualdad social y la justicia frente al comunismo. También insistió en la igualdad económica de las «naciones libres», el rechazo al proteccionismo egoísta y la ayuda a los países en desarrollo, para que «los problemas sociales no se vuelvan abrumadores».

## Después de Stroessner
A lo largo de la década de 1980, comenzó a formarse una oposición al régimen de Stroessner dentro del Partido Colorado, que culminó con el golpe de Estado del 2 y 3 de febrero de 1989, cuando Stroessner fue depuesto y reemplazado por su exhombre de confianza, Andrés Rodríguez Pedotti, con el apoyo del ejército. El nuevo gobierno de Rodríguez nombró a Frutos embajador en España. Después de regresar a Paraguay, continuó militando en el Partido Colorado. Hasta el final de su vida, Frutos fue un asesor de la presidenta del Partido Colorado, la senadora Lilian Samaniego. También trabajó como consultor de emprendedores. Al reajustarse a los cambios sociales que habían ocurrido en Paraguay después de la caída de Stroessner, varios comentaristas señalaron sarcásticamente que «un seguidor fanático de Stroessner se ha convertido en amigo de los liberales». Pero en el fondo, la cosmovisión de Frutos siguió siendo la misma y, a pesar de su participación en la dictadura, a diferencia de otros ministros, nunca fue acusado de ningún delito.
Frutos falleció el 24 de marzo de 2013, a la edad de 90 años. Horacio Cartes, quien asumió la presidencia de Paraguay tres meses después, así como varios otros políticos, expresaron sus condolencias y honraron su memoria y servicio al partido.

### Obras citadas
- Hanratty, Dennis Michael; Meditz, Sandra W., eds. (1990). Paraguay: a country study. Washington D. C.: Federal Research Division, Library of Congress. OCLC 44212689.

- Datos: Q65032243